# Список керівників держав 170 року
Список керівників держав 170 року — це перелік правителів країн світу 170 року
Список керівників держав 169 року — 170 рік — Список керівників держав 171 року — Список керівників держав за роками

## Європа
- Боспорська держава — цар Тіберій Юліус Євпатор (154-174)
- Ірландія — верховний король Арт Оенфер (165-195)
- плем'я маркоманів — вождь Баломар (166-178)
- Римська імперія
  - імператор Марк Аврелій (161-180)
    - консул Гай Еруцій Клар (170)
    - консул Марк Гавій Корнелій Цетег (170)
- Улад — король Тіпраіті Тіреач (136-187)

## Азія
- Аракан (династія Сур'я) — раджа Сана Сур'я (146-198)
- Близький Схід
  - Адіабена — цар Нарсай (170-200)
  - Бану Джурам (Мекка) — шейх Амр II (160-180)
  - Велика Вірменія — цар Сохемос (144-161, 164-186)
  - Осроена — цар Абгар VIII (167-177)
  - Харакена — цар Абінергай II (165-180)
  - Хим'яр — цар Тхаран I (160-170)
- Іберійське царство — цар Фарсман III (135-185)
- Індія
  - Західні Кшатрапи — махакшатрап Дамаядасрі I (170-175)
  - Кушанська імперія — великий імператор Хувішка I (140-183)
  - Царство Сатаваханів — магараджа Вашиштіпутра Сатакарні (158/164-170/171)
- Китай
  - Династія Хань — імператор Лю Хун (Лін-ді) (168-189)
    - шаньюй південних хунну Їлінжоші Чжуцю (147—172)
- Корея
  - Когурьо — тхеван (король) Сінтхе (165-179)
  - Пекче — король Чхого (166-214)
  - Сілла — ісагим (король) Адалла (154-184)
- Паган — король П'юсоті (167-242)
- Персія
  - Парфія — шах Вологез III (147-191)
- Сипау (Онг Паун) — Сау Кам Кяу (127-207)
- плем'я Хунну — шаньюй (вождь) Цзюйцзюйр (147-172)
- Японія — тенно (імператор) Сейму (131-191)

## Африка
- Царство Куш — цар Тарекенівал (155-170), його змінив Аманіхаліка (170-175)